# Auxa armata
Auxa armata là một loài bọ cánh cứng trong họ Cerambycidae.